# Koehneria
Koehneria é um género botânico pertencente à família Lythraceae.

## Espécies
- Koehneria madagascariensis (Baker) S.A. Graham, Tobe & Baas